# Deskavaary

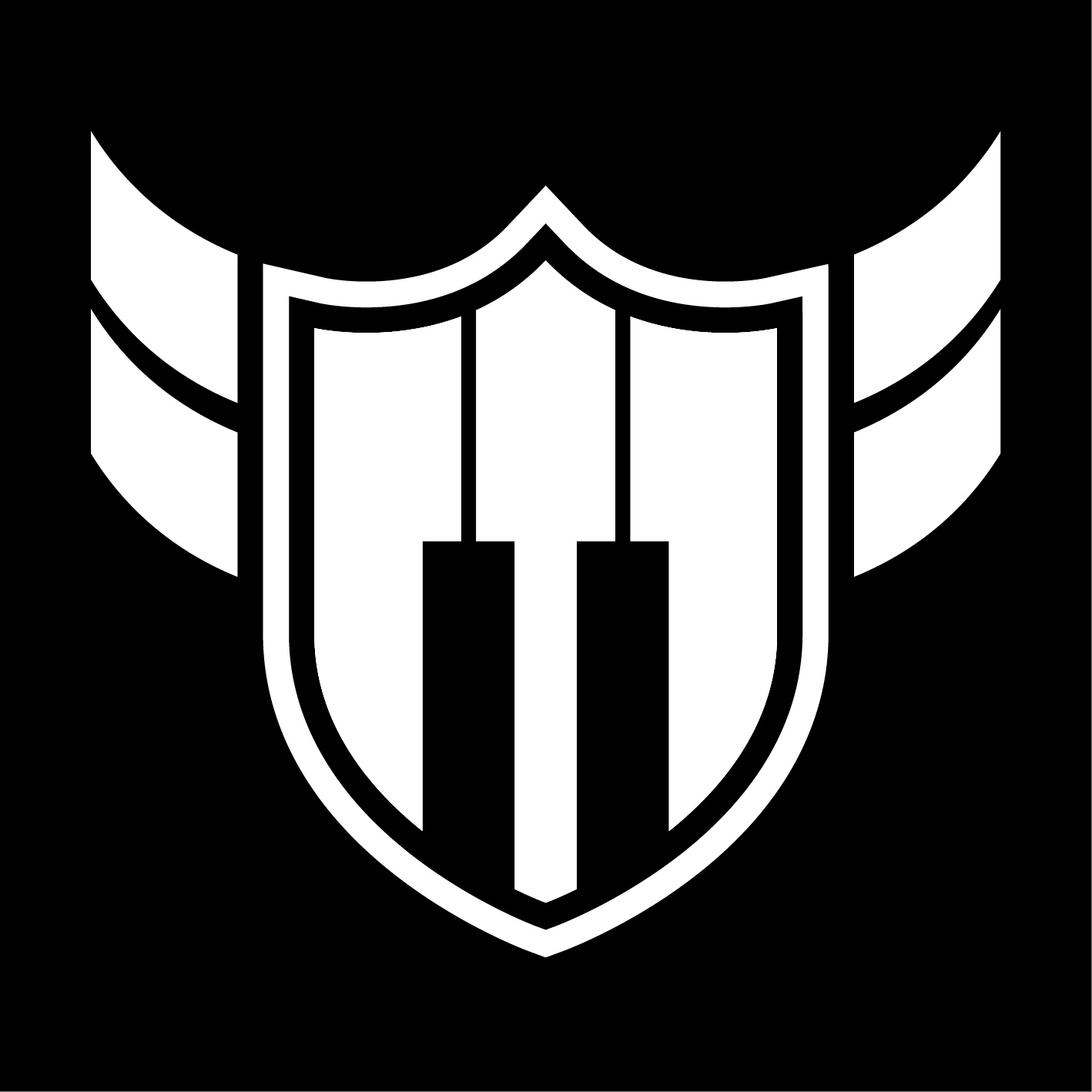
Deskavaary logo

A Deskavaary egy szerbiai (vajdasági) plank-punk zenekar, melyet 2019 nyarán alapított Lakatos Zoltán (gitáros, énekes). A klasszikus rock zenekari hangszerek (gitár, basszusgitár, dob) mellett a formáció jellegzetes hangzásáért hegedű és szintetizátor felel. A COVID-19 miatt az időzítés rosszabb nem is lehetett volna. A kezdeti éveket eléggé beárnyékolta a vírushelyzet, a zenekar ebben az időszakban jelentette meg első demo anyagát, és rögzítette első lemeze dalait.

## Történet

### A kezdet (2019)
2019 júniusában próbált először a zenekar. Ekkor még gépi dob alapra, mert dobosa nem volt a bandának. Az ekkori formáció úgy nézett ki, hogy: Bacsó József - basszusgitár, Lakatos Zoltán - gitár/vokál, Lukács Lóránt - ének, Tóth Attila - gitár, Pál Gergely- brácsa, Pataki Tamás - harmonika, Tóth András - hegedű. Gergő valamint Tamás távozása és Sihelnik Alex (dobos) érkezése  nagyjából egy időre tehető, és így alakult ki az első stabil felállás, mely hatfős legénységgel számolt. Ezzel a csapattal került rögzítésre a három dalt számláló Ember légy! című hanganyag.

### COVID és post-COVID (2020-2022)
2020 elején már mindenhonnan a világból lehetett hallani, hogy ez a Corona vírus nem tréfa lesz, és 2020. március 16-án Szerbiát is elérték a kijárási tilalmak és korlátozások. A nyárra tervezett debütáló koncerteket mind visszamondták, a zenekar nem tudott a szó klasszikus formájában részt venni a zenei életben. Az első szereplés viszont pozitívnak könyvelhető el. Rögtön egy tehetségkutatós aranyéremmel indított a banda.  Jobb időtöltés híján elkezdődött egy 8 dalos csokor rögzítése, ami elég nehézkesen haladt a már említett korlátozások és kijárási tilalmak miatt. Sokáig elhúzódtak a felvételek, és mire az ének részhez ért a folyamat, Lukács Lóránt bejelentette távozását, és szándékát, hogy a felvételeken már nem szeretne énekelni. Ez a történés kicsit sem  könnyítette meg a zenekar életét, de rövid keresgélés után Tóth Ervin vette át a helyét, valamint Tényi László csatlakozott harmonikával. Ervin nagy feladatot vállalt azzal, hogy közös zenei múlt nélkül belevágott az albumkészítésbe. Első nekifutásra nem is lett tökéletes, amit ő is érzett, ezért egy második körben újraénekelte a dalokat. Jó döntésnek bizonyult, mert a második verzió mérföldekkel előrébb járt minőségben az elsőhöz képest. Közben kicsit "lazult a lánc" a zenevilág nyaka körül, és lassan visszatérni látszott az élet a klubokba és fesztiválokra. Ezzel a lassú tempóval szivárgott be a Deskavaary is az élőzenei rendezvényekre. Eklektikus hangzásával a zenekar elnyerte a közönség tetszését, és különböző tehetségkutatókon is szép eredményekkel szerepelt, immáron (egész pontosan 2021. november 3-án 20:40-től) Bezeg Sándorral a dobok mögött. 

### Sós karamella (2023 - most)
2022 júliusában megjelent a Salted caramel című rendhagyó lemez.  A digitális megjelenés mellett a hanganyag egy sós karamellás pálinkás üveg hátsó címkéjén található, amit onnan egy QR kód segítségével tud a hallgató letölteni, illetve meghallgatni. Az üvegen belüli csodáért a The spirit of Schultz manufaktúrát illeti a dicséret. Hosszú kísérletezés után egy pompás és legalább annyira egyedi ízvilágú ital került az üvegbe, mint amennyire egyedi hangzást képvisel a Deskavaary. Az album megjelenése előtt kicsivel Tényi László helyét "átmenetileg" Burnát Rudolf vette át szintetizátorral. Ahogy a koncertek rendszeressé váltak, és kezdett úgymond "beindulni a szekér", ez kicsit megrostálta a társaságot, és rövid időn belül kialakult egy újabb stabil formáció, amelybe Tényi László gitárosként tért vissza, Burnát Rudolf pedig állandó taggá vált. Lakatos Zoltán a gitáros/vokalista pozícióból gitáros/énekes pozícióra váltott, Bacsó József helyét Horvát Anna vette át a bőgő mögött, illetve Đurić Sofija lett a zenekar új hegedűse.

## Diszkográfia
- Ember légy! (2020)
- Salted caramel (2022)

## Tagok
Kisegítő tagok voltak: Becsei Szilveszter (hegedű), Cabafi Imre (ének), Németh László (szóló gitár), Gálik Ervin (hegedű), Bánszki Igor (harmonika), Pataki Tamás (harmonika), Tóth Edvin (basszus), Pál Gergely (brácsa)